# Коробецкая Школа
Коробе́цкая Шко́ла — деревня  в  Смоленской области России,  в Ельнинском районе. Население – 23 жителя (2007 год)   Расположена в юго-восточной части области  в 18  км к юго-востоку от города Ельня,  в 2 км северо-восточнее автодороги Р96 Новоалександровский(А101)- Спас-Деменск — Ельня — Починок, на берегах реки Угра. В 700 м к северо-востоку от деревни железнодорожная станция Коробец на ветке Смоленск  - Сухиничи. Входит в состав Коробецкого сельского поселения.